# Pilar de hierro de Delhi
El pilar de hierro de Delhi, en la India, se encuentra en el Complejo Qutb, sitio declarado patrimonio de la humanidad.
Es un importante testimonio en la historia de la siderurgia y muestra el alto nivel de conocimiento y sofisticación de los antiguos herreros indios en las técnicas de fundición del hierro.

## Descripción
Posee una altura de 7,21 metros, de los cuales 93 cm se encuentran actualmente enterrados bajo el nivel del terreno donde permanece erguido. El diámetro en la base es de 41 cm, y presenta un gradual estrechamiento hasta la parte superior.
El pilar fue elaborado durante el período del emperador Chandragupta II, durante el siglo IV.
Está conformado con hierro forjado y posee elevada pureza (99,3 %). Esta singular e inusual característica de pureza y la formación de una compacta capa de protección de muy baja porosidad (misawite δ-FeOOH) ha permitido que la estructura no haya sido afectada por el proceso de corrosión, no habiendo sufrido las consecuencias de la oxidación, pese a haber permanecido a la intemperie durante más de un milenio y medio.
Dado que existe una tradición local que indica que rodear el pilar de espaldas con los brazos atrae la buena suerte, en 1997 se instaló en torno al mismo una valla de protección, con el fin de impedir su degradación, debido a que la citada práctica se hizo popular entre la creciente afluencia de turistas al lugar.